# Aztekium valdezii
La biznaga piedra viva (Aztekium valdezii) pertenece a la familia de las cactáceas (Cactaceae). La palabra Aztekium es por la similitud del tallo a las esculturas aztecas y de valdezii por Mario Alberto Valdéz Marroquín, botánico y explorador mexicano.Actualmente se considera un sinónimo de la especie Aztekium ritteri.

## Clasificación y descripción
Es una biznaga de la familia Cactaceae del orden Caryophyllales. Está descrita como simple y ramificada desde la base, sus tallos son globosos, alcanzan hasta 6 cm de altura y diámetro, verde grisáceos; presenta costillas formadas por tubérculos comprimidos; las areolas son contiguas. Presenta 3 a 4 espinas, aplanadas, papiráceas, curvadas y retorcidas hacia el ápice, con la edad son caducas. Flores infundibuliformes, apicales, blancas con tintes de color de rosa intenso, de 10 a 20 mm de alto y 15 a 25 mm de diámetro. Frutos globosos, desnudos y dehiscente, semillas ovoides, opacas, pardo oscuras, con estrofíolo y testa tuberculada.

## Distribución
Aislada en la Sierra Madre Oriental, en el estado de Nuevo León.

## Hábitat
Vive de 600 a 700 m s. n. m. en paredes de matorrales submontanos, en suelos calizos.

## Estado de conservación
A pesar de su reciente descubrimiento y su distribución restringida (2 km²), esta biznaga endémica ya se vende ilegalmente en Europa, por lo que debe ser sujeta a Protección especial (Pr) en la NOM-059-SEMARNAT. En la lista roja de la UICN y al igual que en CITES todavía no se valora.